# 독립시 (미국)
독립시(獨立市, 영어: Independent city (United States)) 또는 독립 도시(獨立都市)는 주(州) 외에 다른 지방자치단체에 속하지 않고 독립된 자치권을 갖는 미국의 시(市)를 말한다. 즉, 독립시는 군(County)에 속하지 않고 그와 동등한 지위를 갖는 주의 하위 행정 구역이다.

## 버지니아주
38개의(2019년 기준) 독립시가 있다.
1. 알렉산드리아
2. 브리스톨
3. 부에나 비스타
4. 샬러츠빌
5. 체서피크
6. 콜로니얼하이츠(영어판)
7. 커빙턴
8. 댄빌
9. 엠포리아
10. 페어팩스
11. 펄스 처치
12. 프랭클린

## 같이 보기
- 헌장 도시
- 독립시